# Třída Clemenceau
Třída Clemenceau byla třída konvenčních letadlových lodí francouzského námořnictva. Skládala se ze dvou jednotek Clemenceau a Foch, zařazených do služby v letech 1961 a 1963. Clemenceau byla vyřazena roku 1997 a Foch roku 2000, přičemž druhé plavidlo získalo brazilské námořnictvo NAe São Paulo (A12). Brazilské plavidlo bylo vyřazeno roku 2018.

## Stavba
Francouzské námořnictvo dlouhodobě sužoval nedostatek letadlových lodí a po druhé světové válce využívalo plavidla získaná v zahraničí. Od roku 1947 byla vyvíjena lehká letadlová loď projektu PA 28, ale vývoj byl roku 1950 zrušen. Realizován byl až pozdější, roku 1953 zahájený projekt PA 54. Navrženy byly středně velké konvenční letadlové lodě vybavené úhlovou palubou a nesoucí až 40 letadel. Zásadním nedostatkem byla jejich lehká konstrukce a nedostatečné rozměry, neumožňující během služby přechod na nové generace palubních letounů. Francouzská loděnice Arsenal de Brest v Brestu v letech 1955–1963 postavila celkem dvě jednotky této třídy.
Jednotky třídy Clemenceau:
| Jméno            | Loděnice         | Založení kýlu | Spuštěna          | Vstup do služby    | Status                                                               |
| ---------------- | ---------------- | ------------- | ----------------- | ------------------ | -------------------------------------------------------------------- |
| Clemenceau (R98) | Arsenal de Brest | listopad 1955 | 21. prosince 1957 | 22. listopadu 1961 | Vyřazena 1997.                                                       |
| Foch (R99)       | Arsenal de Brest | únor 1957     | 28. července 1960 | 15. července 1963  | Vyřazena 2000, prodána Brazílii jako São Paulo (A12), vyřazena 2018. |

## Konstrukce

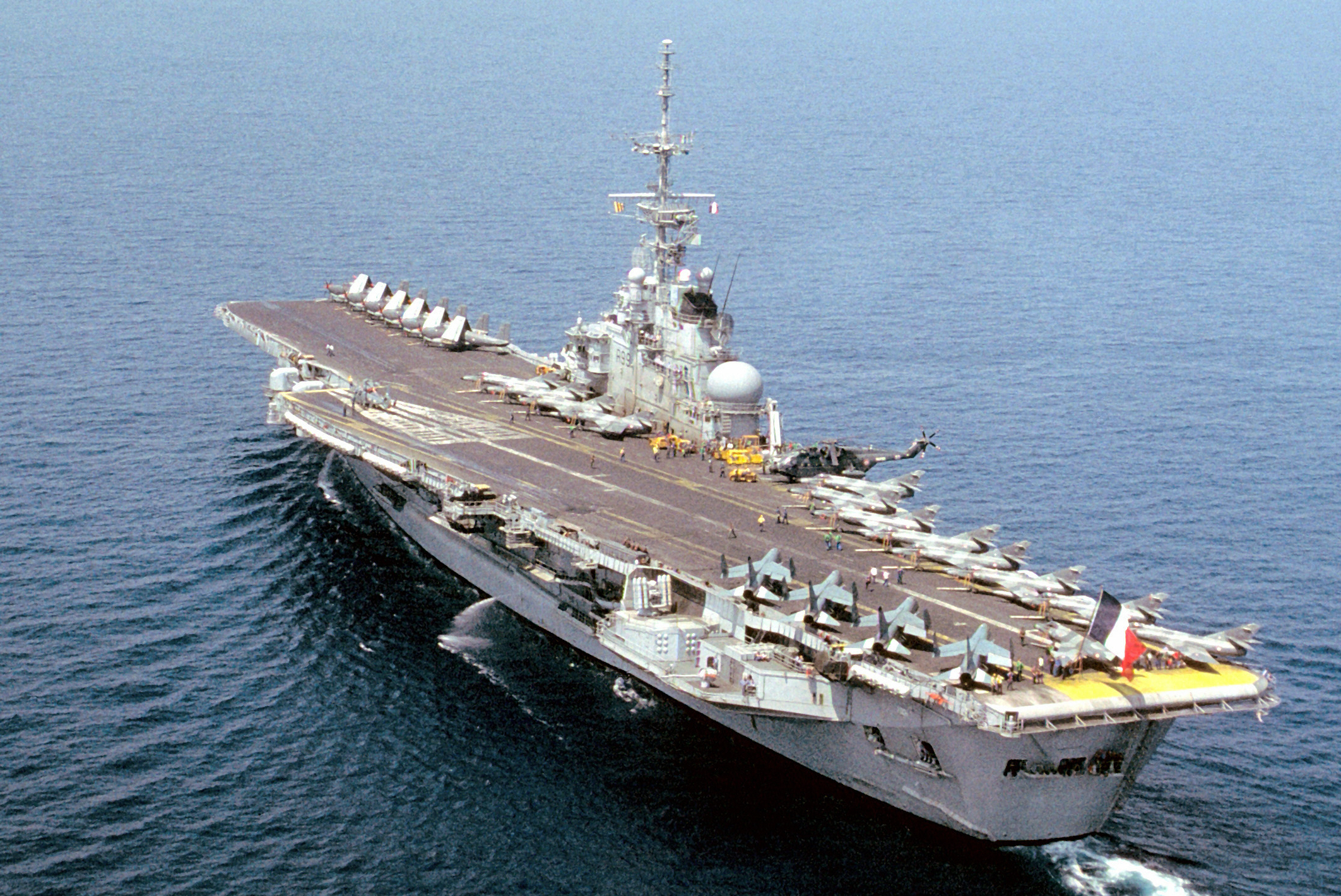
Foch (R99)

Plavidla byla vybavena úhlovou letovou palubou o délce 257 m, se dvěma výtahy a dvěma parními katapulty. Letadla byla umístěna v hangáru o délce 180 m, šířce 24 m a kapacitě 40 strojů. Jednalo se o stíhací bombardéry Étendard IV (později Super Étendard), stíhací letouny F-8 Crusader a protiponorkové letouny Br.1050 Alizé. Letová paluba měla pancíř silný 45 mm a 30–50mm pancéřová přepážka chránila muniční sklady a pohonný systém. Výzbroj tvořilo osm 100mm kanónů Creusot-Loire. Pohonný systém tvořilo šest kotlů a dvě převodové turbíny o výkonu 126 000 shp, pohánějící dva lodní šrouby. Nejvyšší rychlost dosahovala 42 uzlů. Dosah byl 7500 námořních mil při rychlosti 18 uzlů.

### Modernizace

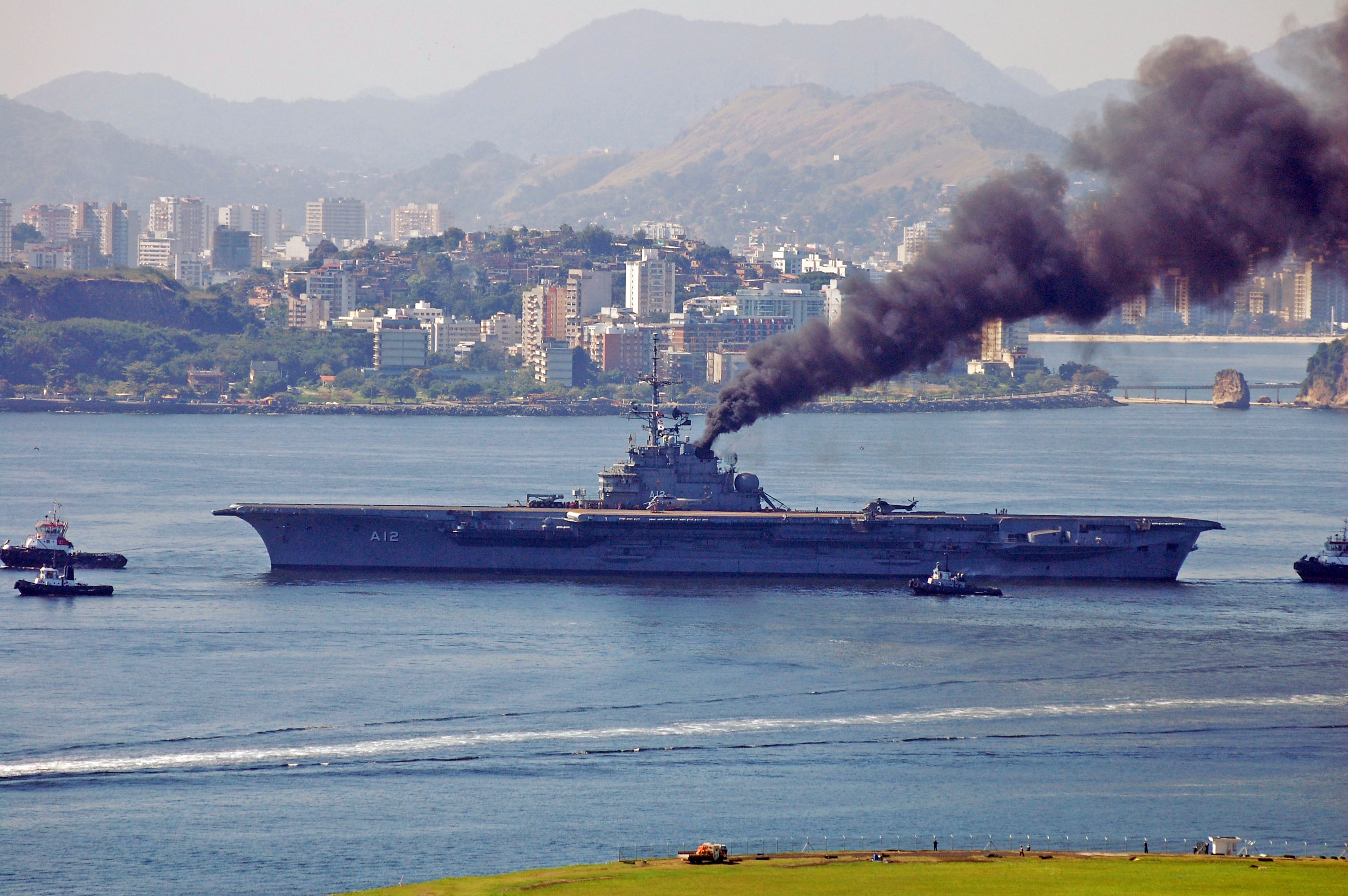
São Paulo (A12)

První rozsáhlá modernizace proběhla na Clemenceau v letech 1977–1978 a Foch v letech 1980–1981. Pohonný systém byl vylepšen instalací dvou pomocných kotlů. Modernizována byla elektronika a plavidla dostala bojový řídící systém SENIT 2 sejmutý z torpédoborců třídy T53. Sklady munice byly upraveny pro uložení taktických jaderných zbraní. Zesílení katapultů, záchytných mechanismů a výtahů umožnilo operace letounů o hmotnosti až 20 tun. To však bylo stále málo a letadlové lodě nemohly nést novou generaci palubních letounů a zůstaly odkázány na typy Super Étendard a Crusader.
Roku 1984 byl instalován komunikační systém Syracuse SATCOMM. Druhá velká modernizace proběhla na Clemenceau v letech 1985–1986 a Foch v letech 1987–1988. Čtyři 100mm kanóny nahradily dva osminásobné protiletadlové raketové komplety Crotale EDIR. Modernizována byla elektronika a instalovány byly dva vrhače klamných cílů Sagaie. V letech 1989–1990 obě plavidla získala velitelský systém AIDCOMER.